# Josef Volák
Josef Volák (* 2. února 1942, Kralupy nad Vltavou) je český prozaik a překladatel, autor knih pro mládež.

## Život
Josef Volák se vyučil elektrikářem a roku 1959 nastoupil jako dělník do Chemických závodů v Záluží u Litvínova. Zároveň večerně studoval Střední průmyslovou školu elektrotechnickou v Chomutově, Maturoval v roce 1963 a po základní vojenské službě se stal projektantem. Roku 1968 založil v Mostě společně s Daliborem Kozlem a Emilem Julišem nakladatelství Dialog, které bylo v polovině roku 1970 z politických důvodů zrušeno a začleněno pod Severočeské nakladatelství. Volák pak pracoval jako jeho redaktor v detašovaném pracovišti v Mostě.
Roku 1982 Volák dálkově vystudoval filmovou a televizní dramaturgii a scenáristiku na FAMU a poté byl ve svobodném povolání. Roku 1990 se podílel na obnovení nakladatelství Dialog a začal také podnikat v oblasti výroby a prodeje dekorativních předmětů. Jako sběratel motýlů a brouků organizoval výpravy do Střední Asie, Sibiře, Jakutska, Mongolska, Číny, Tibetu a Nepálu..
Publikovat začal časopisecky roku 1965, první, kniha mu vyšla roku 1969. Ve svém díle se zabýval milostnými a manželskými vztahy, obliba v detektivkách a hororech se u něj projevila jednak volnými překlady povídek a románů irského spisovatele Josepha Sheridana Le Fanu, jednak vlastní tvorbou. Je také autorem dobrodružných knih pro mládež, ke kterým našel náměty na svých cestách..

## Dílo

### Romány a povídky
- Vrah v šarlatu (1969), detektivní román z prostředí restaurátorů historických památek napsaný společně s Václavem Vokolkem.
- Údolí radosti (1978), povídka o starším muži, jenž si během odchodu z nemocnice bilancuje svůj život.
- Srdeční sval (1980), povídky z let 1960–1975 zabývající se milostnými a manželskými vztahy
- Divokým Alajem (1985), dobrodružný román pro mládež z kyrgyzských hor, příběh dvou mladých přírodovědců, kteří se během prázdninové cesty v horách oddělí od přírodovědecké výpravy a prožívají dramatické situace.
- Tajemství Uzun-Guru (1988), dobrodružný román pro mládež odehrávající se v pohoří Ťan-šan, který společnými postavami navazuje na autorovu knihu Divokým Alajem.
- Mezi orlem a hadem (1989), svazek obsahuje dva autorovy dobrodružné romány pro mládež Divokým Alajem a Mezi orlem a hadem. Druhá stejnojmenná část knihy tak navazuje na příběh z knihy Divokým Alajem a předchází dobrodružství z knihy Tajemství Uzun-Guru.

### Překlady a adaptace
- Vyšla hvězda nad Betlémem (1969), příběhy, události a mýty Nového zákona, roku 1990 vydáno pod názvem Život Pána Ježíše Krista sepsaný podle všech čtyř sv. evangelií sv. Matouše, sv. Marka, sv. Lukáše a sv. Jana Biblí kralické. Autorství knihy je sporné, podle svědectví Václava Vokolka a dalších podkladů je autorem Josef Jedlička.[1]
- Joseph Sheridan Le Fanu: Zelený děs (1972).
- Joseph Sheridan Le Fanu: Dům u hřbitova (1972).
- Joseph Sheridan Le Fanu: Strýc Silas (1974), roku 1999 pod názvem Hodina smrti.